# Джастін Годдер
Джастін Годдер (англ. Justine Hodder; нар. 10 березня 1972) — колишня австралійська тенісистка.
Найвищу одиночну позицію світового рейтингу — 404 місце досягла 7 січня 1991, парну — 113 місце — 15 лютого 1993 року.
Здобула 8 парних титулів.

## Фінали ITF
| турніри $50,000 |
| турніри $25,000 |
| турніри $10,000 |

### Парний розряд: 18 (8–10)
| Результат | Ранг | Дата              | Турнір                      | Покриття | Партнерка          | Суперниці                                | Рахунок          |
| --------- | ---- | ----------------- | --------------------------- | -------- | ------------------ | ---------------------------------------- | ---------------- |
| Перемога  | 1.   | 3 липня 1989      | ITF Ноксвілл, США           | Тверде   | Одра Келлер        | Джессіка Еммонс Шон Фолтс                | 6–4, 0–6, 6–4    |
| Поразка   | 1.   | 6 листопада 1989  | ITF Нуріоотпа, Австралія    | Тверде   | Келлі-Енн Джонстон | Басукі Яюк Сузанна Вібово                | 3–6, 4–6         |
| Поразка   | 2.   | 27 листопада 1989 | ITF Мельбурн, Австралія     | Тверде   | Еллісон Купер      | Деніелл Джонс Паулетте Морено            | 2–6, 2–6         |
| Поразка   | 3.   | 28 травня 1990    | ITF Лісабон, Португалія     | Ґрунт    | Інгелісе Дрігейс   | Ана-Белен Кінтана Ана Сегура             | 0–6, 2–6         |
| Перемога  | 2.   | 4 червня 1990     | ITF Лісабон, Португалія     | Ґрунт    | Інгелісе Дрігейс   | Ана-Белен Кінтана Ана Сегура             | 6–3, 6–3         |
| Перемога  | 3.   | 6 серпня 1990     | ITF Ніколозі, Італія        | Тверде   | Зузі Лорманн       | Крістіна Сальві Кароліна Шнайдер         | 3–6, 6–3, 6–3    |
| Поразка   | 4.   | 20 серпня 1990    | ITF Сполето, Італія         | Ґрунт    | Крістіна Сальві    | Антонелла Канапі Клаудія Піччіні         | 3–6, 6–4, 4–6    |
| Поразка   | 5.   | 12 листопада 1990 | ITF Маунт-Гамбір, Австралія | Тверде   | Керрі-Енн Г'юз     | Джо-Анн Фолл Нелле ван Лоттум            | 5–7, 4–6         |
| Перемога  | 4.   | 4 лютого 1991     | ITF Джакарта, Індонезія     | Ґрунт    | Керрі-Енн Г'юз     | Їда Ей Міяуті Місумі                     | 7–6(2), 7–5      |
| Поразка   | 6.   | 22 липня 1991     | ITF Сецце, Італія           | Ґрунт    | Інгелісе Дрігейс   | Деніелл Джонс Луїс Флемінг               | 3–6, 2–6         |
| Перемога  | 5.   | 29 липня 1991     | ITF Ачиреале, Італія        | Ґрунт    | Деніелл Джонс      | Габріелла Боск'єро Кайлі Джонсон         | 6–4, 6–4         |
| Перемога  | 6.   | 12 серпня 1991    | ITF Пістіччі, Італія        | Тверде   | Мая Мурич          | Руксандра Драгомір Іріна Спирля          | 6–4, 3–6, 6–3    |
| Поразка   | 7.   | 4 листопада 1991  | ITF Порт-Пірі, Австралія    | Тверде   | Керрі-Енн Г'юз     | Джо-Анн Фолл Мішелл Джаггерд-Лай         | 2–6, 5–7         |
| Перемога  | 7.   | 20 квітня 1992    | ITF Барі, Італія            | Ґрунт    | Кіррілі Шарп       | Ева Мартінцова Катержина Крупова-Шишкова | 6–2, 6–3         |
| Поразка   | 8.   | 13 липня 1992     | ITF Сецце, Італія           | Ґрунт    | Кіррілі Шарп       | Івана Янковська Ева Меліхарова           | 6–7(1), 7–5, 5–7 |
| Перемога  | 8.   | 14 грудня 1992    | ITF Куйонґ, Австралія       | Трава    | Енджи Каннінгем    | Керрі-Енн Г'юз Крістін Кунс              | 6–4, 3–6, 6–2    |
| Поразка   | 9.   | 22 березня 1993   | ITF Сент-Саймонс, США       | Ґрунт    | Жанетта Гусарова   | Мелані Бернард Керолайн Ділайл           | 5–7, 6–3, 4–6    |
| Поразка   | 10.  | 18 липня 1994     | ITF Ілклі, Велика Британія  | Трава    | Кіррілі Шарп       | Ширлі-Енн Сіддалл Джо Дьюрі              | 7–5, 4–6, 4–6    |